# Kozłów (powiat Miechowski)
Kozłów is een dorp in het Poolse woiwodschap Klein-Polen, in het district Miechowski. De plaats maakt deel uit van de gemeente Kozłów en telt 1100 inwoners.